# Торела дел Санио
Торела дел Санио (итал. Torella del Sannio) је насеље у Италији у округу Кампобасо, региону Молизе.
Према процени из 2011. у насељу је живело 642 становника. Насеље се налази на надморској висини од 820 м.

## Становништво
| 1931. | 1936. | 1951. | 1961. | 1971. | 1981. | 1991. | 2001. | 2011. |
| ----- | ----- | ----- | ----- | ----- | ----- | ----- | ----- | ----- |
| 1.910 | 1.984 | 1.930 | 1.504 | 1.220 | 1.010 | 949   | 897   | 794   |